# Арядева
Арядева е Будистки учител от 3 век, ученик на Нагарджуна и един от 84-те махасидхи. Автор е на няколко текста важни за Махаяна школата Мадхямака. Почитан е също и като петнадесети (според друг начин на отброяване двадесет и първи) патриарх на традицията Зен с името Канандева. Арядева е роден в семейството на брамини, според някои сведения като принц на Шри Ланка.
Повечето трудове на Арядева достигат до наши дни не в своя санскритски оригинал, а в тибетски и китайски преводи. Вероятно най-известната му творба е Чатушатака или „400 строфи“, в шестнадесет глави по двадесет и пет строфи.